# Pangolim-chinês
O Pangolim-chinês (Manis pentadactyla) é um mamífero folidoto da família dos manídeos.